# 2 juillet
Pour les articles homonymes, voir Deux-Juillet.
2 juin 2 août
Chronologies thématiques
- Croisades
- Ferroviaires
- Sports
- Disney
- Anarchisme
- Catholicisme

Abréviations / Voir aussi
- (° 1852) = né en 1852
- († 1885) = mort en 1885
- a.s. = calendrier julien
- n.s. = calendrier grégorien
- Calendrier
- Calendrier perpétuel
- Liste de calendriers
- Naissances du jour

Le 2 juillet est le 183e jour, moins souvent le 184e, de l'année du calendrier grégorien ; il en reste ensuite 182.
Son équivalent était généralement le 14 messidor du calendrier républicain ou révolutionnaire français, officiellement dénommé jour de la lavande.

## Événements

### VIIesiècle
- 626 : le prince Tang Taizong / Li Shimin tue ses deux frères et devient prince héritier lors du coup de la porte Xuanwu.

### Xesiècle
- 936 : Otton Ier devient roi de Germanie, à la mort de son père Henri Ier.

### XIIIesiècle
- 1266 : signature du traité de Perth, qui met fin à la guerre écosso-norvégienne, entre la Norvège de Magnus le législateur et l'Écosse d'Alexandre III, portant sur la souveraineté sur les Hébrides, l'île de Man et Caithness.

### XVesiècle
- 1431 : bataille de Bulgnéville, qui oppose, pour la succession du duché de Lorraine, d'une part René d'Anjou, duc de Lorraine et de Bar, futur roi de Naples, allié aux Français ; et d'autre part le comte Antoine de Vaudémont, neveu de Charles II et partisan de Philippe le Bon, duc de Bourgogne, allié aux Anglais.

### XVIesiècle
- 1504 : Bogdan III le Borgne devient Prince de Moldavie.
- 1582 : victoire de Toyotomi Hideyoshi, à la bataille de Yamazaki.
- 1600 : bataille de Nieuport, un épisode militaire de la guerre de Quatre-Vingts Ans, entre l'armée hollandaise de Maurice de Nassau, et l'armée espagnole dirigée par Albert de Habsbourg.

### XVIIesiècle
- 1644 : victoire décisive des Têtes-Rondes, à la bataille de Marston Moor, pendant la Première guerre civile anglaise.

### XVIIIesiècle
- 1782 : capitulation de Genève, assiégée par trois armées coalisées - française, sarde et bernoise -, qui veulent mettre fin à la « Révolution de Genève », inspirée par les idées de Jean-Jacques Rousseau, dont l'exemple pourrait être contagieux.

### XIXesiècle
- 1823 : victoire brésilienne, lors du siège de Salvador, pendant la guerre d'indépendance du Brésil.
- 1881 : assassinat de James A. Garfield, par Charles J. Guiteau.

### XXesiècle
- 1918 : ouverture de la grande conférence de Spa.
- 1934 : 
  - naissance de l'Armée de l'air française.
  - mort d'Ernst Röhm la veille, et fin de la nuit des Longs Couteaux.
- 1950 : bataille navale de Chumunjin.
- 1964 : vote du Civil Rights Act par le Congrès des États-Unis.
- 1976 : réunification officielle du Viêt Nam.
- 1993 :
  - Norodom Ranariddh est nommé « premier Premier ministre » du Cambodge.
  - Massacre de Sivas.
  - Suspension totale des essais nucléaires américains[1],[2].

### XXIesiècle
- 2006 : Felipe Calderón remporte l'élection présidentielle mexicaine.
- 2008 : libération d'Íngrid Betancourt.
- 2011 : mariage religieux d'Albert II de Monaco et de Charlène Wittstock.
- 2019 : le Conseil européen propose l'Allemande Ursula von der Leyen comme présidente de la Commission européenne, le Belge Charles Michel comme président du Conseil européen, l'Espagnol Josep Borrell comme haut représentant pour les Affaires étrangères et la Française Christine Lagarde ex-dirigeante du FMI à la tête de la Banque centrale européenne.
- 2024 : aux Pays-Bas, l'indépendant Dick Schoof devient Premier ministre à la tête d'un gouvernement de quatre partis, dont le PVV arrivé en tête des élections de novembre[3].

## Arts, culture et religion
- 1816 : naufrage du navire La Méduse au large de côtes nord-africaines atlantiques avec du cannibalisme de survie sur un radeau de survivants, fait divers qui inspirera le tableau Le Radeau de La Méduse au peintre français Théodore Géricault (salle de grands formats du XIXe siècle français au Musée parisien du Louvre).
- 1900 : l'orchestre philharmonique d'Helsinki joue le poème symphonique Finlandia de Jean Sibelius pour la première fois en public.
- 1950 : le Pavillon d'or du Kinkaku-ji au Japon est incendié.
- 1986 : Sortie de Basil, détective privé, le premier film d'animation de John Musker et Ron Clements, marquant la fin de l'âge noir des studios Disney débuté en 1966, date de la mort de Walt Disney.

## Sciences et techniques

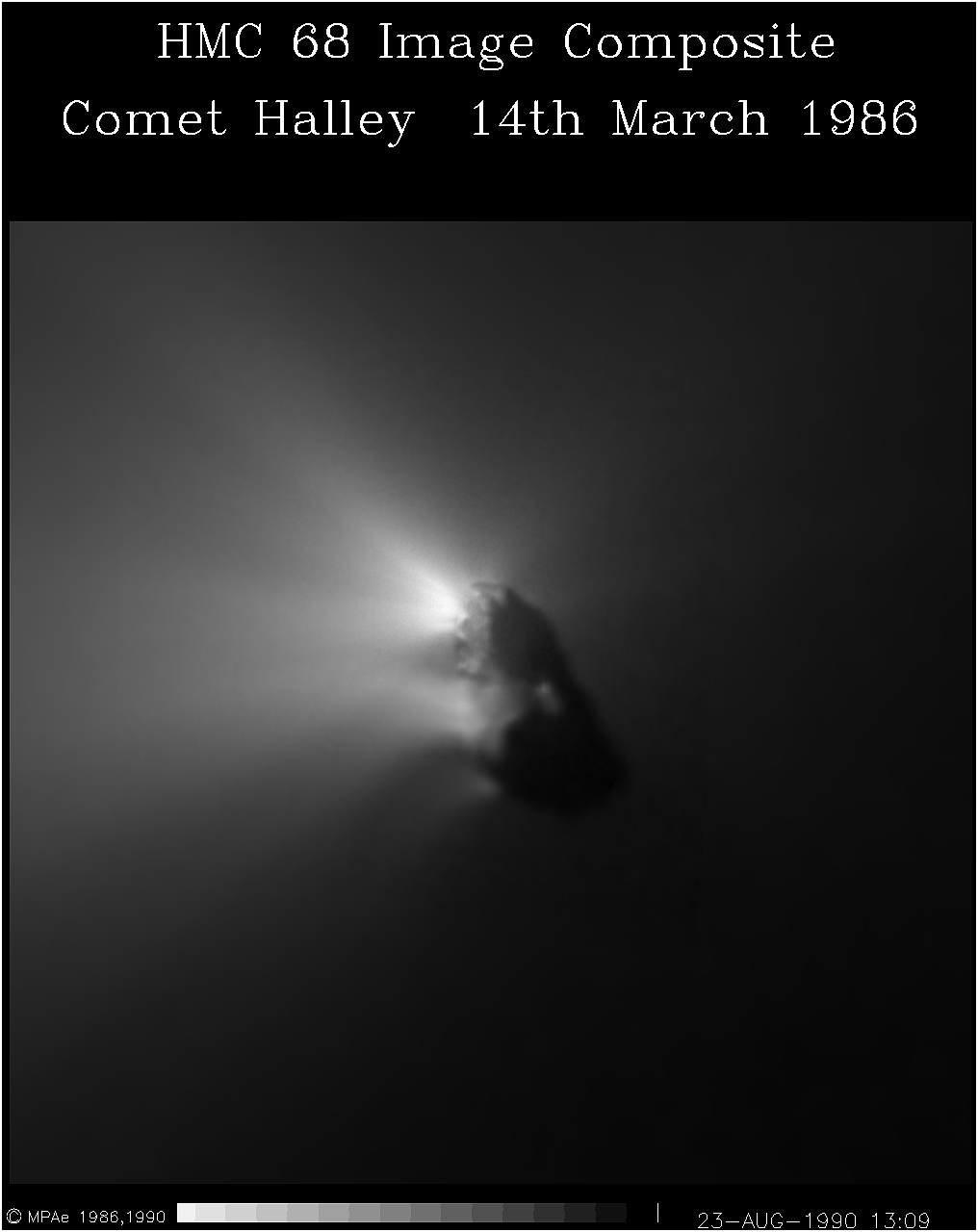
Photo de la comète de Halley réalisée depuis la sonde Giotto en 1986

- 1966 : premier essai nucléaire français baptisé Aldébaran en Polynésie.
- 1985 : lancement de la sonde Giotto en direction et en prévision du "retour" des comètes de Halley (photographie ci-contre) et Grigg-Skjellerup, la première au moins étant visible depuis des temps terriens préhistoriques, et vue de manière datée par des humains pour la première fois connue vers -611 avant l'ère actuelle puis tous les 76 ans environ.
- 2015 : à bord de Solar Impulse 2, lors de l’étape entre Nagoya et Hawaï, André Borschberg bat le record de durée de vol en avion en solitaire, précédemment détenu par Steve Fossett avec le Scaled Composites Model 311 Virgin Atlantic GlobalFlyer.
- 2019 : une éclipse solaire totale est visible depuis l'océan Pacifique Sud puis touche l'Amérique du Sud dont le Chili en finissant sa tournée sur la côte est de l'Argentine.

## Économie et société
- 1698 : l'ingénieur Thomas Savery dépose le brevet de sa machine à vapeur pour le pompage de l'eau dans les mines de charbon.
- 1890 : vote du Sherman Antitrust Act.
- 1962 : Sam Walton ouvre son premier discount store, sous enseigne Walmart, à Rogers, dans l'Arkansas.
- 2010 : la catastrophe de Sange fait 242 morts.
- 2015 : la BBC supprime 1 000 postes, sur les 16 000 que compte l'entreprise[4].
- 2020 : un glissement de terrain cause la mort de 174 personnes sur un site minier de jade à Hpakant en Birmanie[5].
- 2021 : le Forum Génération Égalité, organisé par l'ONU Femmes et coprésidé par le Mexique et la France, se clôt à Paris[6].
- 2024 : en Inde, une bousculade survient lors d'un événement religieux dans l'Uttar Pradesh, entraînant la mort d'au moins 120 personnes, en majorité des femmes et des enfants[7]

## Naissances

### Vesiècle
- 419 : Valentinien III (en latin Flavius Placidius Valentinianus Augustus dit), empereur romain d'Occident de 424 à sa mort assassiné († 16 mars 455).

### XVIIesiècle
- 1630 : Marie-Madeleine Dreux d'Aubray, tueuse en séries française († 16 juillet 1676).
- 1647 : Daniel Finch, politicien anglais († 1er janvier 1730).
- 1665 : Claude François Bidal d'Asfeld, militaire et gentilhomme français († 7 mars 1743).

### XVIIIesiècle
- 1714 : Christoph Willibald Gluck, compositeur allemand († 15 novembre 1787).
- 1766 : Claude Gaspard Blancheville, militaire français († 2 mars 1810).

### XIXesiècle
- 1802 : Caroline Massin, libraire, épouse d'Auguste Comte († 26 janvier 1877).
- 1819 : Charles-Louis Hanon, compositeur et professeur de piano français († 19 mars 1900).
- 1821 : Charles Tupper, premier ministre du Canada († 30 octobre 1915).
- 1869 : 
  - Harry Fragson, auteur-compositeur-interprète français († 30 décembre 1913).
  - Liane de Pougy, danseuse et courtisane française († 26 décembre 1950).
- 1871 : Wilhelm von Mirbach, diplomate allemand († 6 juillet 1918).
- 1877 : Hermann Hesse, écrivain suisse, prix Nobel de littérature en 1946 († 9 août 1962).
- 1879 : André Lefaur, acteur français († 4 décembre 1952).
- 1882 : Marie Bonaparte, écrivaine et psychanalyste française puis, par son mariage, princesse de Grèce et de Danemark († 21 septembre 1962).
- 1894 : André Kertész, photographe hongrois († 28 septembre 1985).

### XXesiècle
- 1903 :
  - Alec Douglas-Home, homme politique britannique († 9 octobre 1995).
  - Olav V, roi de Norvège († 17 janvier 1991).
- 1904 : René Lacoste, joueur de tennis français († 12 octobre 1996).
- 1906 : Károly Kárpáti, lutteur hongrois, champion olympique  († 23 septembre 1996).
- 1907 : Louis Rebour, capitaine au long cours, compagnon de la Libération († 21 février 1941).
- 1908 : Thurgood Marshall, avocat américain, premier juge noir de la Cour suprême des États-Unis († 24 janvier 1993).
- 1910 : Louise Laroche, l'une des dernières rescapées du naufrage du Titanic française († 28 janvier 1998).
- 1913 : Max Beloff, historien britannique († 22 mars 1999).
- 1914 :
  - Aloïs Andritzki, prêtre catholique allemand, opposant au nazisme, martyr et bienheureux catholique († 3 février 1943).
  - Frederick Fennell (en), chef d'orchestre américain († 7 décembre 2004).
  - Erich Topp, militaire allemand, commandant de U-Boot pendant la Seconde Guerre mondiale († 26 décembre 2005).
- 1916 : Ken Curtis, acteur américain († 28 avril 1991).
- 1917 : Murry Wilson, producteur américain, père de Brian, Carl et Dennis Wilson des Beach Boys († 4 juin 1973).
- 1922 :
  - Pierre Cardin, couturier et homme d'affaires français († 29 décembre 2020).
  - Roger Cuvillier, ingénieur français, inventeur du zoom optique († 14 janvier 2019).
- 1923 : Wisława Szymborska, poétesse polonaise, Prix Nobel de littérature en 1996 († 1er février 2012).
- 1925 :
  - Medgar Evers, militant des droits civiques américain († 12 juin 1963)
  - Patrice Lumumba, homme politique congolais († 17 janvier 1961).
  - Ahmed Mestiri, avocat et homme politique tunisien († 23 mai 2021).
- 1927 :
  - Ruth Berghaus, chorégraphe allemande († 25 janvier 1996).
  - Henri Mordant, homme politique belge († 2 juillet 1998).
  - Brock Peters, acteur américain († 23 août 2005).
- 1928 :
  - Jacques Chancel (Joseph André Crampes dit), journaliste et présentateur de télévision français († 22 décembre 2014).
  - Line Renaud (Jacqueline Simonne Alberte Enté dite), danseuse, chanteuse, meneuse de revues, découvreuse de talents, actrice et militante française et ch'ti contre le VIH et pour le Sidaction.
- 1929 : Imelda Marcos (Imelda Remedios Visitacion Trinidad Romuáldez dite), figure politique des Philippines, épouse de Ferdinand Marcos de 1965 à 1986.
- 1930 : 
  - Ahmad Jamal, musicien américain. († 16 avril 2023).
  - Carlos Menem, homme d'État argentin, gouverneur puis président de l'Argentine de 1989 à 1999 et sénateur († 14 février 2021).
- 1932 : Dave Thomas, homme d’affaires américain, fondateur de la chaîne de restauration Wendy's († 8 janvier 2002).
- 1933 : Peter Desbarats, auteur, dramaturge et journaliste canadien († 11 février 2014).
- 1934 :
  - Charles Petitjean, homme politique belge.
  - Tom Springfield (en), chanteur anglais du groupe The Springfields (en).
- 1939 :
  - Aléxandros Panagoúlis, homme politique et poète grec († 1er mai 1976).
  - Paul Williams, chanteur américain du groupe The Temptations († 17 août 1973).
- 1940 : Georgi Ivanov, spationaute bulgare.
- 1941 :
  - Tom Gutt, écrivain et éditeur belge († 11 mai 2002).
  - Stéphane Venne, auteur-compositeur, arrangeur et producteur québécois.
- 1942 : 
  - Vicente Fox, ancien président du Mexique.
  - Virginie Pradal, comédienne française.
- 1943 : 
  - Walter Godefroot, coureur cycliste belge.
  - Pierre Michel, juge d'instruction français († 21 octobre 1981).
- 1945 : Pierre Lescure, journaliste et homme d'affaires français.
- 1947 : Jean-François Obembé, sociologue, politologue, professeur en sciences politiques, diplomate et homme politique congolais († 2 janvier 2015).
- 1948 : Gene McFadden (en), chanteur, compositeur et réalisateur artistique américain du duo McFadden & Whitehead († 27 janvier 2006).
- 1949 :
  - Bernard-Pierre Donnadieu, acteur français († 27 décembre 2010).
  - Robert Paquette, auteur-compositeur et interprète franco-ontarien.
- 1950 : 
  - Serge Cardin, comptable et homme politique canadien.
  - Christian Paul, joueur de ruby à XV français († 21 août 2017).
- 1951 :
  - Patricia Charnelet, journaliste française, ancienne présentatrice du J.T. de 13h d'Antenne 2.
  - Ronny Coutteure, acteur, réalisateur et metteur en scène belge († 21 juin 2000).
- 1952 : 
  - Linda M. Godwin, astronaute américaine.
  - Ahmed Ouyahia, homme d'État algérien.
- 1953 : Jean-Claude Borelly, trompettiste et chef d’orchestre français.
- 1954 : Jean-Louis Lorenzi, téléaste français.
- 1956 : Jerry Hall, mannequin et actrice américaine.
- 1957 : Bret Hart, catcheur canadien.
- 1958 : 
  - Gérard Ansaloni, auteur, compositeur et poète français.
  - Michael Turtur, coureur cycliste australien, champion olympique.
- 1960 : Terry Rossio, scénariste et producteur américain.
- 1961 : 
  - Samy Naceri, acteur français.
  - Mirko Nišović, céiste yougoslave, champion olympique.
- 1964 :
  - Stéphan Bureau, journaliste et animateur de télévision québécois.
  - José Canseco, joueur de baseball d’origine cubaine.
  - Éric Srecki, escrimeur français, double champion olympique.
- 1965 : 
  - Luc Borrelli, footballeur français († 3 février 1999).
  - Juan José Fuentes, un boxeur français.
- 1966 : Jean-François Richet, réalisateur, scénariste et acteur français.
- 1967 : Maïtena Biraben, animatrice et productrice de télévision franco-suisse.
- 1969 : Andrea Collinelli, coureur cycliste sur piste italien, champion olympique.
- 1970 : 
  - Nizar Trabelsi, footballeur et islamiste tunisien.
  - Derrick Adkins, athlète américain, champion olympique du 400 m haies.
- 1971 : Kim Il, lutteur nord-coréen, double champion olympique.
- 1972 : Dimitri Rataud acteur français.
- 1973 : Thomas Sotto, journaliste et animateur de télévision et de radio français.
- 1974 :
  - Sean Casey (en), joueur de baseball professionnel américain.
  - Flavie Flament, animatrice de radio et de télévision française.
  - Moon So-ri, actrice sud-coréenne.
- 1975 : Éric Dazé, joueur de hockey sur glace québécois.
- 1976 :
  - Dany Bédar, chanteur canadien.
  - Tomáš Vokoun, gardien de but de hockey sur glace tchèque.
- 1978 :
  - Kossi Agassa, footballeur togolais.
  - Joseph Gomis, basketteur français.
- 1979 : Joe Thornton, joueur de hockey sur glace canadien.
- 1981 : Sivan Rahav-Meir, journaliste israélienne.
- 1982 : Xavier de Rosnay, disc-jockey français.
- 1983 : Michelle Branch, chanteuse américaine.
- 1984 : Johnny Weir, patineur artistique américain.
- 1985 : Ashley Tisdale, actrice et chanteuse américaine.
- 1986 : Lindsay Lohan, actrice et chanteuse américaine.
- 1987 : Esteban Granero, footballeur espagnol.
- 1988 : Alexandra Vydrina, linguiste russe († 16 septembre 2021).
- 1989 :
  - Dev (Devin Star Tailes dite), chanteuse américaine.
  - Alex Morgan, footballeuse internationale américaine.
- 1990 :
  - Clara Alvarado, actrice espagnole.
  - Margot Robbie, actrice et productrice australienne.
- 1991 : Kim Go-eun, actrice sud-coréenne.

## Décès

### Xesiècle
- 936 : Henri Ier de Germanie, roi de Francie orientale (° 876).

### XIVesiècle
- 1387 : Pierre de Luxembourg, prélat français (° 20 juillet 1369).

### XVIesiècle
- 1554 : François de Laval, prélat français (° 8 janvier 1498).
- 1566 : Nostradamus, médecin et astrologue français (° 14 décembre 1503).

### XVIIesiècle
- 1616 : Bernardino Realino, religieux italien, saint de l'église catholique (° 1er décembre 1530).
- 1700 : Lambert Doomer, peintre néerlandais (° 11 février 1624).

### XVIIIesiècle
- 1706 : Kimpa Vita, prophétesse kongo, brûlée vive (° entre 1684 et 1686).
- 1778 : Jean-Jacques Rousseau, écrivain et philosophe suisse (° 28 juin 1712).
- 1798 : John Fitch, inventeur américain (° 21 janvier 1743).

### XIXesiècle
- 1805 : Patrick Russell, médecin et naturaliste britannique (° 6 février 1726).
- 1837 : Étienne-Gaspard Robert, artiste et scientifique belge (° 15 juin 1764).
- 1843 : Samuel Hahnemann, médecin allemand (° 10 avril 1755).
- 1886 : 
  - Jean-Baptiste Brochier, homme politique français (° 25 avril 1829).
  - Ettore Caporali, mathématicien italien (° 17 août 1855).
- 1894 : Édouard de Haussy, homme politique belge (° 23 février 1833).

### XXesiècle
- 1910 : Jean-Jacques Liabeuf, cordonnier et condamné français (° 11 janvier 1886).
- 1912 : Rémi d'Avezac de Moran, journaliste et militant monarchiste français.
- 1914 : Joseph Chamberlain, homme politique britannique (° 8 juillet 1836).
- 1915 : Porfirio Díaz, président mexicain de 1876 à 1911 (° 15 septembre 1830).
- 1926 : Emile Coué, psychologue et pharmacien français (° 26 février 1857).
- 1932 : Manuel II, dernier roi du Portugal de 1908 à 1910 (° 19 mars 1889).
- 1937 : Amelia Earhart, aviatrice américaine (° 24 juillet 1897).
- 1961 : Ernest Hemingway, écrivain américain, prix Nobel de littérature en 1954 (° 21 juillet 1899).
- 1970 : Alice Cocéa, actrice française d'origine roumaine (° 28 juillet 1899).
- 1973 :
  - Betty Grable, actrice américaine (° 18 décembre 1916).
  - George Macready, acteur américain (° 29 août 1899).
- 1975 : James Robertson Justice, acteur britannique (° 15 juin 1907).
- 1977 : Vladimir Nabokov, écrivain américain (° 22 avril 1899).
- 1984 : Paul Dozois, homme politique québécois (° 23 mai 1908).
- 1989 :
  - Andreï Gromyko, homme politique soviétique, chef d'État de 1985 à 1988 (° 18 juillet 1909).
  - Franklin J. Schaffner, réalisateur et producteur américain (° 30 mai 1920).
- 1990 :
  - Serigne Abass Sall, chef religieux sénégalais (° 1909).
  - Silvina Bullrich, romancière argentine (° 4 octobre 1915).
- 1991 : Lee Remick, actrice américaine (° 14 décembre 1935).
- 1994 : Andrés Escobar, footballeur colombien (° 13 mars 1967).
- 1995 : Lloyd MacPhail, homme politique canadien (° 22 mars 1920).
- 1996 : Ingvar Pettersson, athlète de marche suédois (° 19 janvier 1926).
- 1997 : James Stewart, acteur américain (° 20 mai 1908).
- 1998 :
  - Joe Graboski, basketteur américain (° 15 janvier 1930).
  - Henri Mordant, homme politique belge (° 2 juillet 1927).
  - Sohrab Shahid Saless, réalisateur et scénariste iranien (° 28 juin 1944).
  - Kay Thompson, auteur-compositeur, actrice, danseuse, scénariste et chanteuse américaine (° 9 novembre 1908).
- 1999 :
  - Xavier Gélin, homme de cinéma français (° 21 juin 1946).
  - Jean Painlevé, cinéaste français (° 20 novembre 1902).
  - Mario Puzo, écrivain américain (° 15 octobre 1920).
- 2000 : Joey Dunlop, pilote de moto britannique (° 25 février 1913).

### XXIesiècle
- 2001 : Jack Gwillim, acteur britannique (° 15 décembre 1909).
- 2002 :
  - Antoine-Roger Bolamba, écrivain et journaliste congolais (° 13 juillet 1927).
  - Ray Brown, musicien américain (° 13 octobre 1926).
  - Daniel Lesur, compositeur français académicien ès beaux-arts (° 19 novembre 1908).
- 2003 :
  - Franklin Farrell, hockeyeur sur glace américain (° 23 mai 1908).
  - Najeeb Halaby, homme d'affaires américain (° 19 novembre 1915).
- 2004 :
  - Pierre Aguiton, homme politique français (° 31 décembre 1926).
  - Sophia de Mello Breyner Andresen, écrivain portugaise (° 6 novembre 1919).
  - Jeillo Edwards, actrice sierra-léonaise (° 23 septembre 1942).
  - John Cullen Murphy, auteur de bandes dessinées américain (° 3 mai 1919).
- 2005 :
  - Ernest Lehman, scénariste américain (° 8 décembre 1915).
  - Kenneth Pinyan, ingénieur américain (° 22 juin 1960).
  - Norm Prescott, homme de cinéma américain (° 31 janvier 1927).
  - Martín Sánchez, boxeur mexicain (° 3 mai 1979).
- 2006 : Jan Murray, comédien américain (° 4 octobre 1916).
- 2007 : Beverly Sills, artiste lyrique américaine (° 26 mai 1929).
- 2008 :
  - Solange Harvey, courriériste et animatrice québécoise (° 9 décembre 1930).
  - Natasha Shneider, musicienne américaine (° 22 mai 1956).
- 2009 : Jean Poirier, chercheur, ethnologue, sociologue et juriste français docteur en lettres et en droit (° 4 juin 1921).
- 2010 :
  - Félix Pons, homme politique espagnol (° 14 septembre 1942).
  - Laurent Terzieff, comédien et metteur en scène français (° 27 juin 1935).
- 2011 : Itamar Franco, homme d’État brésilien, président du Brésil de 1992 à 1994 (° 28 juin 1930).
- 2012 : Maurice Chevit, acteur et dramaturge français (° 31 octobre 1923).
- 2013 : Douglas Engelbart, scientifique et pionnier de l’informatique américain, inventeur de la souris (° 30 janvier 1925).
- 2014 : Louis Zamperini, athlète et militaire américain (° 26 janvier 1917).
- 2015 : Tiburce Darou, préparateur physique français (° 12 octobre 1942).
- 2016 :
  - Michael Cimino, cinéaste américain (° 3 février 1939).
  - Roger Dumas, acteur et parolier de chansons français (° 9 mai 1932).
  - Michel Rocard, homme politique français, premier ministre de 1988 à 1991 (° 23 août 1930).
  - Elie Wiesel, écrivain américain d'origine roumaine, prix Nobel de la paix 1986 (° 30 septembre 1928).
- 2017 :
  - Gérard Bosson, parachutiste français (° 14 mai 1943).
  - Ryke Geerd Hamer, neurochirurgien allemand (° 17 mai 1935).
  - John Major Jenkins (en), auteur et chercheur "para-scientifique" américain (° 6 janvier 1964).
  - Vladimir Malaniouk, joueur d'échecs soviétique puis ukrainien (° 21 juillet 1957).
  - Orri Vigfússon, homme politique islandais (° 1942).
  - Tatiana Zatoulovskaïa, joueuse d'échecs soviétique puis israélienne (° 8 décembre 1935).
- 2018 :
  - Henry Butler, pianiste de jazz américain (° 21 septembre 1948).
  - Henri Froment-Meurice, ambassadeur français (° 5 juin 1923).
  - Maurice Lemaître, écrivain, poète, cinéaste, peintre, photographe et sculpteur français (° 23 avril 1926).
  - Ron Satlof, réalisateur américain (° 27 octobre 1938).
  - Ángel Roberto Seifart, homme politique paraguayen (° 12 septembre 1941).
  - Meic Stephens, journaliste, poète et traducteur gallois (° 23 juillet 1938).
- 2019 : 
  - Yannick Bellon, monteuse, réalisatrice et productrice de cinéma française (° 6 avril 1924).
  - Lee Iacocca, dirigeant d'entreprise américain (° 15 octobre 1924).
  - Walter Lübcke, homme politique allemand (° 22 août 1953).
  - Lowell North, skipper et homme d'affaires américain (° 2 décembre 1929).
  - Lee Siu-kei, acteur, réalisateur, scénariste et producteur hongkongais (° 4 décembre 1949).
  - Jean-Marie Vodoz, journaliste suisse (° 10 mars 1930).
- 2020 : John Ebong Ngole, homme politique camerounais (° 11 janvier 1940).
- 2021 : 
  - Jean Cabanot, historien et religieux catholique français.
  - Naïm Kattan, écrivain québécois d'origine juive irakienne (° 26 août 1928).
- 2022 : Peter Brook, homme de théâtre (des Bouffes-du-Nord à Paris) franco-britannique, metteur en scène d'œuvres fleuves, en France depuis 1974 (° vers 1925).
- 2023 :
  - Valeriano Bozal, historien de l'art, philosophe et historien espagnol (° 24 novembre 1940).
  - Michel Charpentier, sculpteur et médailleur français (° 6 septembre 1927).
  - Fodil Goumrassa, judoka algérien (° 30 mai 1952).
  - Milan Milutinović, homme d'État yougoslave puis serbe, président de la république de Serbie (° 19 décembre 1942).
  - Minnie Bruce Pratt, éducatrice, activiste, poétesse et essayiste américaine (° 12 septembre 1946).
- 2024 :
  - Jean Daubigny, haut fonctionnaire français (° 18 mai 1948).
  - Tom Fowler, bassiste rock américain (° 10 juin 1951).
  - André Hediger, personnalité politique suisse (° 28 avril 1941).
  - Comunardo Niccolai, footballeur international italien (° 15 décembre 1946).
  - Karel Rottiers, coureur cycliste belge (° 7 avril 1953).
  - Saturnin Soglo, homme politique béninois (° ?).

## Célébrations

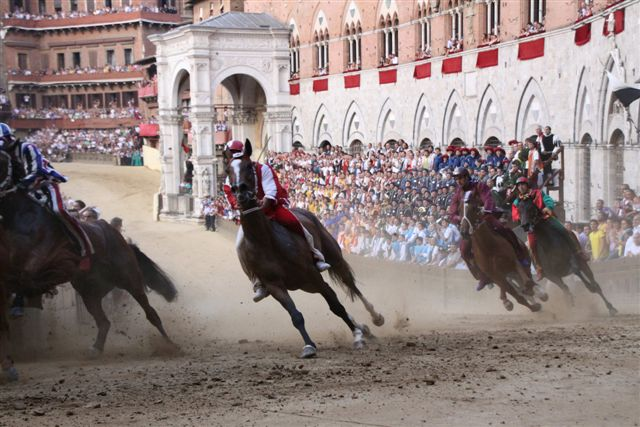
Palio di Provenzano à Sienne, ici en 2010

### Nationales
- Bahia (Brésil) : fête de l'indépendance[8].
- Curaçao (Antilles néerlandaises, Pays-Bas et Union européenne ultra(-)marins caribéens) : dia di bandera / fête du drapeau.
- Sienne (Italie et Union européenne à zone euro) : « palio di Provenzano », première course équestre du palio de Sienne (illustration ci-contre).

### Religieuses
Christianisme orthodoxe : 
- station à Qiriathiarim /Qyriat-Yéharim / fête de l'arche d'Alliance, avec lectures de : I Rg. 6, 19 – 7, 2a + II Rg. 6, 12b-19; Héb. 9, 1-10; Mt. 5, 17-20 ; et pour mot commun peut-être entrer ; dans le lectionnaire de Jérusalem.
- Déposition du voile de Marie de Nazareth mère de Jésus, dans l'église des Blachernes de Constantinople l'actuelle Istanbul turque.

### Saints des Églises chrétiennes

#### Saints catholiques et orthodoxes du jour
- Colomban († 615), d'origine irlandaise, abbé de Luxeuil (aujourd'hui "-les-Bains") et de Bobbio ; date locale, fêté aussi le 23 novembre[9].
- Jéroche (VIIe siècle), prêtre.
- Libérat († 484), moine.
- Martinien (Ier siècle), Martinien de Rome, soldat romain affecté à la surveillance des détenus de la prison Mamertino à Rome, avec Processe.
- Monégonde († 570), ermite recluse.
- Oudocée, († v. 615), Évêque de Llandaff (Glamorgan)
- Swithin († 862), Évêque de Winchester

#### Saints et bienheureux catholiques du jour
- Bernardino († 1616), Bernardino Realino ou Bernardin, prêtre et jésuite italien (voir aussi 20 mai).
- Colombe († 1801), Colombe Kang Wan-suk, bienheureuse laïque coréenne, martyre en Corée.
- Eugénie († 1904), Eugénie Joubert, bienheureuse, religieuse de la Sainte-Famille du Sacré-Cœur.
- Jean et Pierre Becchetti († 1420 et 1421), bienheureux, prêtres de l’Ordre des Ermites de Saint-Augustin (nombreuses autres saint-Jean et saint-Pierre dont le tout récent 29 juin).
- Pierre de Luxembourg († 1387) bienheureux cardinal, évêque de Metz.
- Juliane († 1801), Juliane Kim Yeon-i, bienheureuse laïque coréenne, martyre de Corée.
- Lidan († 1118), Abbé bénédictin dans le Latium en Italie.
- Suzanne († 1801), Suzanne Kang Gyeong-bok, bienheureuse laïque coréenne, martyre de Corée.
- Viviane († 1801), Viviane Mun Yeong-in,  bienheureuse laïque coréenne, martyre de Corée (et 2 décembre).

#### Saint orthodoxe du jour,aux dates éventuellement"juliennes"/ orientales
- Saint Jean de Shanghai et de San Francisco († 1966), évêque de Shanghai en Chine puis de San Francisco en Californie des USA[10].

### Prénoms du jour
Bonne fête aux Martinien,
et aussi aux :
- Colomban (fête majeure le 23 novembre),
- Ouzog et sa variante de breton Oudocée[11].

## Traditions et superstitions

### Dictons
- « À partir du 2 juillet, plus de laine ni de corset. »[12]
- « La pluie de la Visitation [31 mai], tombe six semaines sur la maison. » (jusqu'à ce 2 juillet voire au-delà ?)
- « S'il pleut à la Visitation [31 mai, voire ancienne date ce 2 juillet], pluie à discrétion. »
- « S'il pleut le 2 juillet, tout le mois sera ennuyé. »[13]

### Astrologie
Signe du zodiaque : 11e jour du signe astrologique du cancer.

### Toponymie
Les noms de plusieurs places, voies, sites ou édifices de pays ou régions francophones contiennent cette date sous diverses graphies : voir Deux-Juillet .